# 太宰府市立太宰府西小学校
太宰府市立太宰府西小学校（だざいふしりつ だざいふにししょうがっこう）は、福岡県太宰府市にある公立小学校。通称：太西　(だにし)

## 概要
道路を挟んで東側には太宰府西中学校がある。また、両校の敷地内外には宮ノ本古墳群や宮ノ本遺跡があった。宮ノ本遺跡は、1979年（昭和54年）に本校校舎建設の際に発見、発掘調査され、買地券が出土した宮ノ本遺跡1号墓は、県の史跡に指定され小学校敷地内に保存された。
また、1989年（平成元年）から韓国扶余郡の百済初等学校と姉妹校交流を行っている。

## 沿革
- 1980年（昭和55年） - 創立[6]